# قطع (عروض)
القطع في العروض هو علة تقتضي حذف ساكن الوتد المجموع وإسكان ما قبله. فتصير متفاعلن متفاعل، وتنقل إلى فعلاتن.